# 台北電視節
台北電視節簡稱TTF，自2004年起每年9月舉辦，主辦單位為中華民國文化部影視及流行音樂產業局。據官網介紹，電視節盼促進臺灣成華語影視人才供應重鎮，引領臺灣影視產業向國際化發展，也建立亞洲電視節目共同交易平台。展覽地點原為圓山大飯店，2013年第十屆起改至台北世界貿易中心展覽三館。

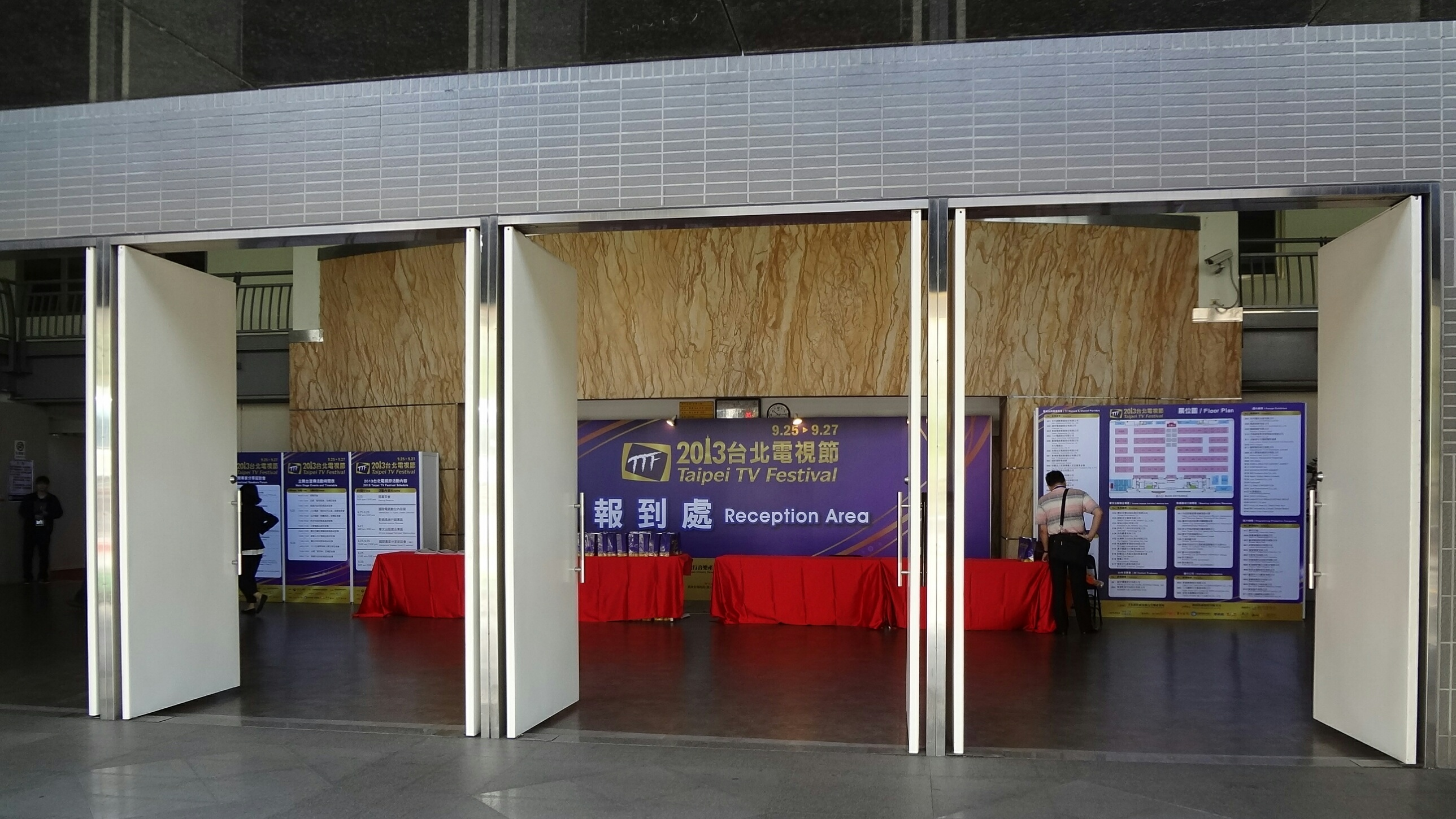
台北世界貿易中心展覽三館，2013台北電視節報到處

台北电视节十年来建立了不错的基础，達成商机與年俱增。文化部影视局表示，2004年首屆參加廠商33家，第十屆增至14國家95家廠商，外銷節目時數成長。參展廠商包括台灣主要電視公司及媒體製作公司，中國大陸及香港媒體，國際媒體如美國之音、英國廣播公司、福斯國際電視網、韓國放送公社、半島電視臺等。

## 外部連結
- 2105台北電視節（中文）（英文）